# Sorà d'Efes el Jove
Sorà d'Efes el Jove (en grec antic Σωρανός, en llatí Soranus) era un metge grec nadiu de la ciutat d'Efes. Va viure al segle ii o III.

## Obres
Segons Suides va escriure entre altres obres:
- Γυναικείων βιβλία τέσσαρα
- Βίους Ἰατρῶν
- καὶ Αἱοέσεις
- καὶ Συντάγματα
- βιβλία δέκα

Johann Albert Fabricius diu que li correspondria el fragment Περὶ Μήτρας καὶ Γυναικείου Αἰδοίου que encara es conserva, i que podria ser part de l'obra De Morbis Mulierum (Sobre les malalties de les dones) (l'autor és considerat un metòdic), esmentada per Aeci; i també Περὶ Κοινοτήτων en almenys dos llibres. Com que el tractat De Morbis Mulierum esmenta alguns metges que van viure al segle iii, obligaria a situar a aquest metge en aquesta època o posterior.
De Methodo Medendi (Sobre el mètode de curar) escrita vers el 178 seria una altra obra d'un Sorà, però que per la cronologia no quadra bé ni amb Sorà d'Efes el Vell ni amb Sorà d'Efes el Jove
Altres obres que podrien correspondre a qualsevol dels dos metges Sorà d'Efes:
- 1. Περὶ Γυναικείων Παθῶν, De Arte Obstetricia Morbisque Mulierum
- 2. Περὶ Μήτρας καὶ Γυναικείου Αἰδοίου, De Utero et Pudendo Muliebri
- 3. Περὶ Σημείων Καταγμάτων, De Signis Fracturarum
- 4. Περὶ Ἐπιδέσμων, De Fasciis
- 5. Βίος Ἱπποκράτους, Vita Hippocratis
- 6. In Artem Medendi Isagoge
- Περὶ Φαρμακείας
- Μονόβιβλος Φαρμακευτικός
- Περὶ Σπέρματος
- Περὶ Ζωογονίας
- Περὶ τῶν παρὰ Φύσιν
- Περὶ Κοινοτήτων
- Τὸ Ὑγιείνον
- Περὶ Νοσημάτων
- Περὶ Ὀξέων
- De Anima[1]